# فروتلند (واشینگتن)
فروتلند (به انگلیسی: Fruitland) یک منطقهٔ مسکونی در ایالات متحده آمریکا است که در شهرستان استیونز، واشینگتن واقع شده‌است. فروتلند ۵۵۵٫۹۶ متر بالاتر از سطح دریا واقع شده‌است.